# Заря Свободы (Омская область)
Заря́ Свобо́ды — село в Марьяновском районе Омской области России. Административный центр Заринского сельского поселения.

## История
Основано в 1925 году. В 1928 году коммуна состояла из 12 хозяйств, основное население — русские. В административном отношении находилась в составе Орловского сельсовета Любинского района Омского округа Сибирского края.

## Население
| 2010 |
| ---- |
| 751  |

## Улицы
| - ул. Гагарина, - ул. Зелёная, - ул. Ленина, | - ул. Молодёжная, - ул. Пролетарская, - ул. Свердлова. |